# Горы Лазарева (Антарктида)
Горы Лазарева — горная цепь на западной стороне ледника Матусевич в 40 км к югу от пика Эльд. Сфотографированы с воздуха операцией «Высокого скачка» (1946—1947), советской антарктической экспедицией (1957—1958) и австралийской национальной антарктической исследовательской экспедицией (1959). Названы советской экспедицией в честь Михаила Лазарева, командира судна «Мирный» научной экспедиции Фаддея Беллинсгаузена и Лазерева.